# آتلیه کرن
آتلیه کِرِن (انگلیسی: Atelier Crenn) رستورانی سه ستاره در شهر سان فرانسیسکو است که بر آشپزی فرانسوی متمرکز است و هفتمین رستورانی در خلیج سان فرانسیسکو است که سه ستارهٔ میشلن دارد. این رستوران برندهٔ جایزه بنیاد جیمز بیرد شده و عضو «کلوپ چهار ستاره‌های مایکل بائر» است. قیمت غذای این رستوران ۴۴۵٫۹۲ برای هر نفر است (سال ۲۰۲۲) که شامل ۱۲ وعده است که بیشتر مبتنی بر گوشت ماهی است. این رستوران را «تعادل شگفت‌انگیز از گیرایی، هنر، توانایی فنی و مزه» دانسته‌اند.